# 鈴木卓爾
鈴木 卓爾（すずき たくじ、1967年2月14日 - ）は、日本の脚本家、俳優、映画監督。『私は猫ストーカー』や『ゲゲゲの女房』を制作した監督で知られている。
京都造形芸術大学准教授。

## 経歴
1967年2月14日、静岡県磐田市に生まれる。高校在学中の1984年、8mmのアニメーション映画『街灯奇想の夜』を監督する。その後、東京造形大学造形学部に進学する。1988年、『にじ』が第11回ぴあフィルムフェスティバルにて審査員特別賞を受賞する。俳優としては、『夏の思い出 異・常・快・楽・殺・人・者』で主演を務めたほか、『トキワ荘の青春』で藤子不二雄Aを演じている。また、『中学生日記』や『のんちゃんのり弁』などの脚本を手がけた。
2009年、星野真里主演の『私は猫ストーカー』を監督する。2010年、宮藤官九郎と吹石一恵を主演に迎えた『ゲゲゲの女房』が公開される。2012年、『ポッポー町の人々』を監督する。中沢けいの小説を映画化した『楽隊のうさぎ』は、2013年の第26回東京国際映画祭にて上映された。2015年、『ジョギング渡り鳥』が第37回ぴあフィルムフェスティバルにて上映される。

## フィルモグラフィー

### 監督作品
- 街灯奇想の夜（1984年）
- にじ（1988年）
- ワンピース（1994年 - ） ※兼脚本・出演
- おっけっ毛ビビロボス（1996年）
- ヒドラと踊ろう（1999年）
- パルコ フィクション（2002年） - 兼脚本・出演
- コワイ女「鋼-はがね-」（2006年） - ※オムニバス作品の一編。兼脚本
- 私は猫ストーカー（2009年）
- ゲゲゲの女房（2010年） - 兼脚本
- 明日「駄洒落が目に沁みる」（2011年）
- ポッポー町の人々（2012年）
- 楽隊のうさぎ（2013年）
- ジョギング渡り鳥（2015年）
- ゾンからのメッセージ（2018年）
- 嵐電（2019年）

### 映画スタッフ
- 裸足のピクニック（1993年、矢口史靖監督） - 脚本
- 自転車吐息（1990年、園子温監督） - 美術
- ひみつの花園（1997年、矢口史靖監督） - 脚本・出演も
- のんちゃんのり弁（2009年、緒方明監督） - 脚本・出演も

### 映画出演のみ
- 愛の街角二丁目三番地（1986年、平野勝之監督） - 出演
- ふたつくくり（1990年、斎藤久志監督） - 出演
- トキワ荘の青春（1996年、市川準監督） - 出演
- 雷魚（1997年、瀬々敬久監督） - 出演
- クルシメさん（1997年、井口昇監督） - 出演
- 東京夜曲（1997年、市川準監督） - 出演
- sunday drive サンデイドライブ（1998年、斎藤久志監督） - 出演
- デメキング（1998年、今岡信治監督） - 出演　※別タイトル「痴漢電車 弁天のお尻」、ビデオ「いかせたい女 彩られた柔肌」、WOWOW「弁天のお尻 彩られた柔肌」
- 怯える（1998年、古沢健監督） - 出演
- アドレナリンドライブ（1999年、矢口史靖監督） - 出演
- うつしみ（2000年、園子温監督） - 出演
- ボディドロップアスファルト（2000年、和田淳監督） - 出演
- 三文役者（2000年、新藤兼人監督） - 出演
- ざわざわ下北沢（2000年、市川準監督） - 出演
- 0cm4（2001年、園子温監督） - 出演
- クロエ（2001年、利重剛監督） - 出演
- 忘れられぬ人々（2001年、篠崎誠監督） - 出演
- 浮世物語（2001年、アラン・エスカル監督） - 出演
- 犬猫（2002年、井口奈己監督） - 出演
- いたいふたり（2002年、斎藤久志監督） - 出演
- 六月の蛇（2002年、塚本晋也監督） - 出演
- 自殺サークル（2002年、園子温監督） - 出演
- 縞々職人（2002年、唯野未歩子監督） - 出演
- 春雨ワンダフル（2003年、青山あゆみ監督） - 出演
- ナイン・ソウルズ（2003年、豊田利晃監督） - 出演
- サル（2003年、葉山陽一郎監督） - 出演
- 空中庭園（2005年、豊田利晃監督） - 出演
- 悪夢探偵（2007年、塚本晋也監督） - 出演
- やじきた道中 てれすこ（2007年、平山秀幸監督） - 出演
- 全然大丈夫（2008年、藤田容介監督） - 出演
- 砂の影（2008年、甲斐田祐輔監督） - 出演
- うた魂♪（2008年、田中誠監督） - 出演
- 純喫茶磯辺（2008年、吉田恵輔監督） - 出演
- 容疑者Xの献身（2008年、西谷弘監督） - 出演 - ホームレス 役
- オカルト（2009年、白石晃士監督） - 出演
- 呪怨 白い老女（2009年、三宅隆太監督） - 出演
- ヴィヨンの妻 〜桜桃とタンポポ〜（2009年、根岸吉太郎監督） - 出演
- 蘇りの血（2009年、豊田利晃監督） - 出演
- 人間失格（2010年、荒戸源次郎監督） - 出演
- ヘヴンズ ストーリー（2010年、瀬々敬久監督） - 出演
- 黒髪（2010年、諏訪敦彦監督） - 出演
- きみは僕の未来（2010年、浅野晋康監督） - 出演
- 嘘つきみーくんと壊れたまーちゃん（2011年、瀬田なつき監督） - 出演
- ぬくぬくの木（2011年、片岡翔監督）  - 出演
- わたしたちがうたうとき（2011年、木村有理子監督） - 出演
- とんねるらんでぶー（2011年、池田千尋監督） - 出演
- 真夜中からとびうつれ（2011年、横浜聡子監督） - 出演
- Cut（2011年、アミール・ナデリ監督） - 出演
- ヴァージン「くちばっか」（2012年、今泉力哉監督） - 出演
- 家をたてること（2012年、長谷部大輔監督） - 出演
- Dressing Up （2012年、安川有果監督） - 出演
- グッバイ・マザー（2013年、福田桃子監督） - 出演
- 恋につきもの「豆腐の家」（2014年、五十嵐耕平監督） - 出演

+　　この６年間何もないのですか？　決算！忠臣蔵の前原伊助とかありますよ！！　　ご協力ください
- 佐々木、イン、マイマイン（2020年11月27日） - 佐々木正和 役
- 死刑にいたる病（2022年5月6日、白石和彌監督） - 筧井和夫 役[15]
- ラストホール（2023年、秋葉美希監督）- 船乗り場のおじさん 役[16]
- オーガスト・マイ・ヘヴン（2025年、工藤梨穂監督） - 中華料理店の常連客 役[17]

### オリジナルビデオ
- 夏の思い出 異・常・快・楽・殺・人・者（1995年、斎藤久志監督） - 出演
- 痴漢白書10（1998年、山岡隆資監督） - 出演
- こどものこわい話2000（2000年） - 監督
- 心霊ミステリーファイル 呪霊2 殺人現場の呪い（2000年、村上賢司監督） - 出演

### テレビドラマ
- さわやか3組（1999年 - 2000年、NHK教育テレビ） - 脚本
- 中学生日記（2001年 - 2007年、NHK名古屋放送局） - 脚本
- 私立探偵濱マイク（2002年、読売テレビ） - 出演
- 恋する日曜日（2003年、BS-i） - 出演
- 怪談新耳袋（2007年 - 2008年、BS-i） - 脚本・出演
- 上野樹里と5つの鞄（2009年、WOWOW） - 出演
- 時々迷々（2009年、NHK教育テレビ） - 脚本・出演
- 怪異TV（2015年、NHK BSプレミアム） - 出演
- 前科者 -新米保護司・阿川佳代-（2021年、WOWOW）- 出演 - 福島シオン 役
- デフ・ヴォイス 法廷の手話通訳士（2023年、NHK総合） - 出演 - 能美隆明 役

### ミュージック・ビデオ
- ムーンライダーズ feat. 小島麻由美「ゲゲゲの女房のうた（A Ge Ge Version)」（2010年） - 監督
- うみのて「Words Kill People」（2013年、内藤瑛亮監督） - 出演

### WEBシネマ
- φ（2002年、三木聡監督） - 出演

### 舞台
- お迎え準備（2000年、斎藤久志演出） - 出演

### CM
- Jミルク「レジ篇」（1995年） - 出演
- 大正漢方胃腸薬（1996年） - 出演
- JRA「社長就任式篇」（1999年） - 出演
- プリントごっこ「正月篇」（2000年） - 出演
- 三井のリハウス（2008年） - 出演
- 塩野義製薬「動脈硬化予防啓発 電車篇」（2010年） - 出演

## ディスコグラフィー
- 岡村みどり & Glenn Miyashiro「猫ストーカーのうた」（2009年） - 作詞
- ムーンライダーズ feat. 小島麻由美「ゲゲゲの女房のうた（A Ge Ge Version)」（2010年） - 作詞

## 著書
- メイキング オブ モスラ 探検!モスラ絵日記（1996年、フォレスト出版）

## 受賞歴
- 2009年 - 第31回ヨコハマ映画祭 - 新人監督賞（『私は猫ストーカー』）[18]
- 2010年 - 第19回日本映画プロフェッショナル大賞 - 新人監督賞（『私は猫ストーカー』）[19]
- 2010年 - 第25回高崎映画祭 - 最優秀監督賞（『ゲゲゲの女房』）[20]